# Svæveflyvning
Svæveflyvning er en fritidsaktivitet og en sportsgren, der handler om at få fly uden motor - et svævefly -  til at flyve ved at udnytte naturlig opdrift i atmosfæren, især termiske opvinde.
Fra jorden ser man normalt ikke meget til svæveflyene. Flyvningen foregår lydløst og oftest i højder mellem 500 og 2000 meter, altså væsentligt højere end de motorfly, man normalt lægger mærke til. 
Svæveflyene bliver slæbt til vejrs af et motorfly eller ved hjælp af et spil på jorden. Efter frikobling fra motorflyet eller spillet starter den egentlige svæveflyvning. Svæveflyet glider nu lydløst, men ofte med stor hastighed gennem luften, indtil man møder en opadgående luftstrøm. På denne opdrift (termik), der er dannet af solens opvarmning, kan svæveflyet stige opad og således "tanke op" til den videre flyvning. Ofte foregår flyvningen i selskab med rovfugle, der bruger den samme energibesparende flyveteknik. Man kan ofte udnytte termikken og flyve adskillige timer og tilbagelægge flere hundrede kilometer.
Der konkurreres om at flyve hurtigst over en fastlagt bane, men føres også rekorder for tilbagelagt distance, absolut højde og højdevinding. Under konkurrencer er hver enkelt flyvning typisk på 150 til 500 kilometer. der ofte tilbagelægges med gennemsnitshastighed på langt over 100 km/t. Et moderne svæveflys tophastighed ligger omkring 250-270 km/t. 

## Nøgletal
Denne artikel omhandler overvejende eller alene danske forhold. Hjælp gerne med at gøre artiklen mere almen.
Der er ca. 450 svævefly og motorsvævefly indregistreret i Danmark. Der flyves ca. 65.000 starter om året og i omegnen af 30.000 timer. Der sker 15-20 havarier om året, hvor der normalt kun er sket mindre materiel skade, f.eks. skader på understellet og lignende. Dog indtræffer lejlighedsvist i Danmark havarier med dødelig udgang.

## Svæveflyveklubberne
Al svæveflyvning i Danmark foregår i klubber tilsluttet Dansk Svæveflyver Union. Instruktørerne er ulønnede, og klubmedlemmerne deles om de arbejdsopgaver, der er nødvendige for klubbens drift, flyenes vedligeholdelse og selve flyvningens gennemførelse. Derfor er det billigere at dyrke svæveflyvning end de fleste tror. Til gengæld må man være indstillet på, at det er tidskrævende at være svæveflyver. Som svæveflyver må man, udover den tid selve flyvningen tager, deltage i de arbejdsopgaver, der gør det muligt at drive svæveflyvningen. Der findes 38 svæveflyveklubber i Danmark, jævnt fordelt over hele landet. Næsten alle klubberne har fly til grundskoling, videregående skoling og til konkurrenceflyvning. Den enkelte svæveflyver behøver derfor ikke selv investere i et fly for at dyrke svæveflyvning.

## Svæveflyveuddannelsen
Svæveflyveren skal kunne færdes i luftrummet på lige fod med alt fra små dragefly til motorfly og store trafikfly – og efter samme regelsæt. Uddannelsen foregår i en svæveflyveklub, og under den første del af skolingen flyver eleven i et 2-sædet fly sammen med en instruktør. Der går normalt 60-90 flyvninger på denne måde, før eleven får lov at flyve solo. Herefter foregår uddannelsen på 1-sædet fly, men stadig under instruktørens overvågning, indtil eleven efter omkring 150 starter får udstedt et lokalflyvningsbevis. Eleven flyver herefter på egen hånd, men stadig med nogle begrænsninger og med instruktøren som vejleder. Efter gennemførelse af denne sidste del af uddannelsen indstilles eleven til en praktisk prøve og erhverver sit svæveflyver-certifikat.
Parallelt med den praktiske uddannelse gennemgår eleven teoriundervisning, som afsluttes med en teoriprøve. Det kræver ingen særlige forkundskaber at gennemføre denne teoriundervisning, der foregår i svæveflyveklubberne. 

## Eksterne links
- Wikimedia Commons har flere filer relateret til Svæveflyvning
- Termik-ligaen Arkiveret 17. januar 2020 hos  Wayback Machine – Nationalliga for svæveflyvepiloter.
- Dansk pilot Arkiveret 25. juli 2010 hos  Wayback Machine – En dansk svæveflyvepilot fortæller om sin vej til flyvecertifikatet.